# Rongpo jezik
Rongpo jezik (ISO 639-3: rnp; isto i “manchhi bhassa”, “marchha pahari”, “marchha”, rang po bhasa, rangkas, rangpa, “tolchha”), sinotibetski jezik iz Indije, kojim govori oko 7 500 ljudi (D. Bradley 2001) u državi Uttarakhand, poglavito u dolinama Niti i Mana.
Pripada zapadnohimalajskoj podskupini tibetsko-kanaurskih jezika, šira himalajska skupina. Ima dva dijalekta marchha i tolchha.

## Vanjske poveznice
- Ethnologue (14th)
- Ethnologue (15th)